# Interinsular Preferente de Las Palmas
La Interinsular Preferente de Las Palmas constituye el sexto  nivel de competición de la liga española de fútbol en la Provincia de Las Palmas.
Su organización corre a cargo de la Federación Interinsular de Fútbol de Las Palmas.

## Sistema de competición
Consiste en un grupo de 24 equipos. Los primeros dos ascienden a Tercera Federación (Grupo XII), mientras que el tercer clasificado juega una promoción de ascenso.
Los ocho últimos clasificados descienden de categoría a Primera Regional Aficionado-Gran Canaria, Primera Regional Aficionado-Lanzarote o Primera Regional Aficionado-Fuerteventura, según sea su isla respectivamente.

## Temporadas

### Equipos 2024-2025
|    | Club                           | Fundación          | Ciudad                                              | Estadio                        |
| -- | ------------------------------ | ------------------ | --------------------------------------------------- | ------------------------------ |
| 1  | C. D. La Cuadra-Unión Puerto   | 2005               | Puerto del Rosario, Fuerteventura                   | Municipal de Los Pozos         |
| 2  | C. D. Arguineguín              | 1968               | Arguineguín, Gran Canaria                           | Municipal de Arguineguin       |
| 3  | U. D. Teror Balompié           | 1956               | Teror, Gran Canaria                                 | El Pino                        |
| 4  | U. D. Las Palmas "C"           | 2011 (Refundación) | Las Palmas, Gran Canaria                            | Anexo Estadio de Gran Canaria  |
| 5  | C. D. Lomo Blanco              | 1970               | Las Palmas, Gran Canaria                            | Campo José Ruano Tejera        |
| 6  | U. D. Balos                    | -                  | Balos, Agüimes, Gran Canaria                        | Municipal de Balos             |
| 7  | C. D. Becerril                 | -                  | Becerril de Guía, Santa María de Guía, Gran Canaria | 25 años de paz                 |
| 8  | C. D. El Cotillo               | 2011               | El Cotillo, La Oliva, Fuerteventura                 | Municipal El Cotillo           |
| 9  | C. D. Tahíche                  | -                  | Tahíche, Lanzarote                                  | Municipal de Tahíche           |
| 10 | C. D. Tinajo                   | 1975               | Tinajo, Lanzarote                                   | Municipal Los Volcanes         |
| 11 | U. D. Telde                    | 1965               | Telde, Gran Canaria                                 | Pablo Hernández Morales        |
| 12 | U. D. Valleseco                | 1973               | Valleseco, Gran Canaria                             | La Laguna                      |
| 13 | C. D. Doramas                  | -                  | Cruce de Arinaga, Agüimes, Gran Canaria             | Municipal del cruce de Arinaga |
| 14 | Universitario C. D.            | 2018               | Las Palmas, Gran Canaria                            | Parque Atlántico               |
| 15 | U. D. Playas de Sotavento      | 2009               | Morro Jable, Pájara, Fuerteventura                  | Municipal de Morro Jable       |
| 16 | C. F. Atlético Gran Canaria    | 2010               | Las Palmas, Gran Canaria                            | Mundial 82                     |
| 17 | S. D. Villaverde Norte         | -                  | Villaverde, La Oliva, Fuerteventura                 | Municipal Villaverde           |
| 18 | C. D. Los Nidillos             | -                  | Las Palmas, Gran Canaria                            | Jorge Pulido                   |
| 19 | Arucas C. F. "B"               | 2021               | Arucas, Gran Canaria                                | Manuel Pablo                   |
| 20 | Avia Car San Fernando Atlético | 2021               | Maspalomas, Gran Canaria                            | Maspalomas 1                   |
| 21 | La Unión de Vecindario         | 2013               | Vecindario, Gran Canaria                            | Municipal de Vecindario        |

### Campeones por temporada
| Temporada | Equipo                       | Isla          | Campeonatos |
| --------- | ---------------------------- | ------------- | ----------- |
| 1980-81   | U. D. Tamaraceite            | Gran Canaria  | 1           |
| 1981-82   | U. D. Las Torres             | Gran Canaria  | 1           |
| 1982-83   | C. D. Maspalomas             | Gran Canaria  | 1           |
| 1983-84   | Ferreras C. F. †             | Gran Canaria  | 1           |
| 1984-85   | Racing C. F. †               | Gran Canaria  | 1           |
| 1985-86   | Ferreras C. F. †             | Gran Canaria  | 2           |
| 1986-87   | C. F. Unión Marina           | Gran Canaria  | 1           |
| 1987-88   | U. D. San Antonio            | Gran Canaria  | 1           |
| 1988-89   | U. D. Vecindario †           | Gran Canaria  | 1           |
| 1989-90   | Arucas C. F.                 | Gran Canaria  | 1           |
| 1990-91   | Real Artesano F.C. †         | Gran Canaria  | 1           |
| 1991-92   | C. F. Unión Pedro Hidalgo    | Gran Canaria  | 1           |
| 1992-93   | U. D. Pared †                | Gran Canaria  | 1           |
| 1993-94   | U. D. Pared †                | Gran Canaria  | 2           |
| 1994-95   | U. D. Lanzarote              | Lanzarote     | 1           |
| 1995-96   | C. D. Doramas                | Gran Canaria  | 1           |
| 1996-97   | Universidad LPGC C. F. †     | Gran Canaria  | 1           |
| 1997-98   | C. D. La Oliva               | Fuerteventura | 1           |
| 1998-99   | C. D. Orientación Marítima   | Lanzarote     | 1           |
| 1999-00   | C. F. Unión Carrrizal        | Gran Canaria  | 1           |
| 2000-01   | Universidad LPGC C. F. "B" † | Gran Canaria  | 1           |
| 2001-02   | A. D. Huracán                | Gran Canaria  | 1           |
| 2002-03   | Universidad LPGC C. F. "B" † | Gran Canaria  | 2           |
| 2003-04   | A. D. Huracán                | Gran Canaria  | 2           |
| 2004-05   | C. D. Doramas                | Gran Canaria  | 2           |
| 2005-06   | U. D. Teror                  | Gran Canaria  | 1           |
| 2006-07   | Universidad LPGC C. F. "B" † | Gran Canaria  | 3           |
| 2007-08   | A. D. Huracán                | Gran Canaria  | 3           |
| 2008-09   | C. D. Corralejo †            | Fuerteventura | 1           |
| 2009-10   | U. D. Guía                   | Gran Canaria  | 1           |
| 2010-11   | Real Sporting                | Gran Canaria  | 1           |
| 2011-12   | C. F. Unión Viera            | Gran Canaria  | 1           |
| 2012-13   | C. D. El Cotillo             | Fuerteventura | 1           |
| 2013-14   | Arucas C. F.                 | Gran Canaria  | 2           |
| 2014-15   | U. D. San Fernando           | Gran Canaria  | 1           |
| 2015-16   | Estrella C. F.               | Gran Canaria  | 1           |
| 2016-17   | U. D. Las Palmas "C"         | Gran Canaria  | 1           |
| 2017-18   | U. D. Tamaraceite            | Gran Canaria  | 2           |
| 2018-19   | U. D. Gran Tarajal           | Fuerteventura | 1           |
| 2019-20   | U. D. Guía                   | Gran Canaria  | 2           |
| 2020-21   | C. D. Herbania               | Gran Canaria  | 1           |
| 2021-22   | Estrella C. F.               | Gran Canaria  | 2           |
| 2022-23   | San Bartolomé C. F.          | Lanzarote     | 1           |
| 2023-24   | U. D. Las Palmas "C"         | Gran Canaria  | 2           |
| 2024-25   | U. D. Las Palmas "C"         | Gran Canaria  | 3           |

Más campeonatos logrados:
- A. D. Huracán (3 campeonatos)
- Universidad LPGC F. C. "B" (3 campeonatos)
- U. D. Las Palmas C (3 campeonatos)

## Otras Ligas
| Nivel | Liga                                | Liga                                | Liga | Liga | |
| ----- | ----------------------------------- | ----------------------------------- | --- | --- | --- |
| 1º    | Primera División de España          | Primera División de España          | Primera División de España                                                                                               | Primera División de España                                                                                               | |
| 2º    | Segunda División de España          | Segunda División de España          | Segunda División de España                                                                                               | Segunda División de España                                                                                               | |
| 3º    | Primera División RFEF               | Primera División RFEF               | Primera División RFEF | Primera División RFEF | |
| 4º    | Segunda División RFEF               | Segunda División RFEF               | Segunda División RFEF | Segunda División RFEF | |
| 5º    | Tercera División RFEF               | Tercera División RFEF               | Tercera División RFEF | Tercera División RFEF | |
| 6º    | Interinsular Preferente de Tenerife | Interinsular Preferente de Tenerife | Interinsular Preferente de Las Palmas                                                                                    | Interinsular Preferente de Las Palmas                                                                                    | Interinsular Preferente de Las Palmas                                                                                    |
| 7º    | Primera Interinsular-Tenerife       | Primera Interinsular-Tenerife       | Primera Regional Aficionado-Gran Canaria Primera Regional Aficionado-Fuerteventura Primera Regional Aficionado-Lanzarote | Primera Regional Aficionado-Gran Canaria Primera Regional Aficionado-Fuerteventura Primera Regional Aficionado-Lanzarote | Primera Regional Aficionado-Gran Canaria Primera Regional Aficionado-Fuerteventura Primera Regional Aficionado-Lanzarote |
| 8º    | Segunda Interinsular-Tenerife       | Segunda Interinsular-Tenerife       | Segunda Regional Aficionado-Gran Canaria                                                                                 | Segunda Regional Aficionado-Gran Canaria                                                                                 | Segunda Regional Aficionado-Gran Canaria                                                                                 |